# Alfred Berger
Alfred „Fredl” Berger (ur. 25 sierpnia 1894 w Wiedniu, zm. 11 czerwca 1966) – austriacki łyżwiarz figurowy, startujący w par sportowych z Helene Engelmann. Mistrz olimpijski z Chamonix (1924), dwukrotny mistrz świata (1922, 1924) oraz trzykrotny mistrz Austrii (1921–1923).
Oprócz kariery łyżwiarskiej, Berger był również mistrzem Austrii w wioślarstwie i bobslejach. Po karierze sportowej posiadał sklep z nasionami. Był żonaty z piosenkarką operową Dagmar Schmedes, córką słynnego duńskiego tenora Erika Schmedesa.

## Osiągnięcia
Z Helene Engelmann
| Zawody               | 1921           | 1922           | 1923           | 1924           |                |                |                |                |                |                |                |                |                |                |                |                |                |
| Międzynarodowe       | Międzynarodowe | Międzynarodowe | Międzynarodowe | Międzynarodowe | Międzynarodowe | Międzynarodowe | Międzynarodowe | Międzynarodowe | Międzynarodowe | Międzynarodowe | Międzynarodowe | Międzynarodowe | Międzynarodowe | Międzynarodowe | Międzynarodowe | Międzynarodowe | Międzynarodowe |
| -------------------- | -------------- | -------------- | -------------- | -------------- | -------------- | -------------- | -------------- | -------------- | -------------- | -------------- | -------------- | -------------- | -------------- | -------------- | -------------- | -------------- | -------------- |
| Igrzyska olimpijskie |                |                |                | 1              |                |                |                |                |                |                |                |                |                |                |                |                |                |
| Mistrzostwa świata   |                | 1              |                | 1              |                |                |                |                |                |                |                |                |                |                |                |                |                |
| Krajowe              |                |                |                |                |                |                |                |                |                |                |                |                |                |                |                |                |                |
| Mistrzostwa Austrii  | 1              | 1              | 1              |                |                |                |                |                |                |                |                |                |                |                |                |                |                |